# Christian Powell
Christian Powell (Loma Linda, 3 marzo 1994) è un giocatore di football americano statunitense, che gioca come runningback per i Seinäjoki Crocodiles..